# Лоторев, Игорь Иванович
Игорь Иванович Лоторев (род. 30 августа 1964, Курск) — советский легкоатлет, бегун на средние дистанции, чемпион и призёр чемпионатов СССР, рекордсмен СССР и мира, серебряный призёр Игр доброй воли, бронзовый призёр Кубка мира, мастер спорта СССР международного класса. Участник летних Олимпийских игр 1988 года в Сеуле. Майор запаса. С 2004 года работал начальником отдела проведения спортивных мероприятий Всероссийской федерации лёгкой атлетики.

## Спортивные результаты
- Чемпионат Европы по лёгкой атлетике среди юниоров 1983 года:
  - Бег на 1500 метров —  (3.41,41);
  - Эстафета 4×400 метров —  (3.06,45);
- Матч СССР — США по лёгкой атлетике 1985 года:
  - Бег на 1500 метров —  (3.41,83);

### Выступления на чемпионатах страны
- Лёгкая атлетика на летней Спартакиаде народов СССР 1983 года:
  - Бег на 800 метров —  (1.46,37);
- Чемпионат СССР по лёгкой атлетике в помещении 1984 года:
  - Бег на 1500 метров —  (3.44,65);
- Чемпионат СССР по лёгкой атлетике 1985 года:
  - Бег на 1500 метров —  (3.36,09);
- Чемпионат СССР по лёгкой атлетике 1986 года:
  - Бег на 1500 метров —  (3.39,86);
- Чемпионат СССР по лёгкой атлетике 1987 года:
  - Бег на 1500 метров —  (3.40,69);
  - Эстафета 4×800 метров —  (7.12,76);
- Чемпионат СССР по лёгкой атлетике в помещении 1987 года:
  - Бег на 1500 метров —  (3.45,93);
- Чемпионат СССР по лёгкой атлетике 1988 года:
  - Бег на 1500 метров —  (3.39,20);
- Чемпионат СССР по лёгкой атлетике 1989 года:
  - Бег на 1500 метров —  (3.44,40);
- Чемпионат СССР по лёгкой атлетике в помещении 1990 года:
  - Бег на 1500 метров —  (3.48,68);
- Лёгкая атлетика на летней Спартакиаде народов СССР 1986 года:
  - Бег на 1500 метров —  (3.44,30);

## Рекорды СССР
- Бег на 1500 метров:
  - 1984 — 3.34,88;
  - 1985 — 3.34,49;
- Бег на 2000 м — 5.01,35 (1986);
- Бег на 1500 м в помещении — 3.39,8 (1987);
- Эстафета 4×1500 метров — 14.45,63 (1985).

### Юниорские рекорды СССР
- Бег на 800 м — 1.46,37 (1983);
- Бег на 1500 м — 3.38,3;
- Бег на 2000 м в помещении — 5.13,80;

### Молодёжный рекорд
- Бег на 3000 м — 7.51,50 (1986).

## Мировой рекорд
- Бег на 1000 м в помещении — 2.18,00 (1987).